# Krupki
Krupki (belarusiska: Крупкі, ryska: Крупки) är en stad i Belarus. Den ligger i voblasten Minsks voblast, i den nordöstra delen av landet, 110 km öster om huvudstaden Mіnsk. Krupki ligger 174 meter över havet och antalet invånare är 8 630.

## Natur
Terrängen runt Krupki är mycket platt. Trakten är glest befolkad. Krupki är det största samhället i trakten.